# バッキンガムシャー伯爵
バッキンガムシャー伯爵（英: Earl of Buckinghamshire）は、イギリスの伯爵、貴族。グレートブリテン貴族爵位。庶民院議員ジョン・ホバートが1728年に男爵に、ついで1746年に伯爵に昇ったことを始まりとする。 

## 歴史
ホバート家の祖ヘンリー・ホバート(1560?-1625)は、民事訴訟裁判所長官を務めた政治家で、彼が1611年にイングランド準男爵位の(ノーフォーク州イントウッドの)準男爵(Baronet, of Intwood in the County of Norfolk)に叙せられたことがバッキンガムシャー伯爵の嚆矢であった。彼の死後は、その息子のジョンが準男爵位を承継した。 
第2代準男爵ジョン(1593–1647)はノーフォーク、ケンブリッジ、ロストウィシル及びブラックリー選挙区選出の長期議会議員を務めた。彼には子がなかったため、爵位は甥のジョンが相続した。 
第3代準男爵ジョン(1628–1683)はノーフォーク選挙区選出の第一・第二議会議員を務めた政治家で、ジョン・ハムデンの娘メアリーと結婚している。 
第4代準男爵ヘンリー(1657–1698)はホイッグ党の政治家であったほか、ボイン川の戦いではウィリアム3世の元で奮戦している。彼が1698年に決闘が原因で死去すると、爵位は長男ジョンが襲った。 
第5代準男爵ジョン(1695–1756)は、1728年にグレートブリテン貴族としてノーフォーク州ブリックリングのホバート男爵(Baron Hobart, of Blickling in the County of Norfolk)に叙された。ついで1746年にバッキンガムシャー伯爵(Earl of Buckinghamshire)に陛爵した。度重なる叙爵の背景には、姉にあたるサフォーク伯爵夫人ヘンリエッタ・ハワードが国王ジョージ2世の愛妾だったという事情があったとされる。 
2代伯ジョン(1723–1793)はアイルランド総督や王室会計監査官を歴任した政治家であったが男子を残さず死去したため、爵位は異母弟ジョージが相続した。 
3代伯ジョージ(1731–1804)はセント・アイヴス選挙区及びベア・オルストン選挙区選出の庶民院議員を務めた。 
その長男である4代伯ロバート(1760–1816)は父の存命中の1797年に繰上勅書によってホバート男爵を承継して、貴族院議員に就任した。襲爵後にはトーリー党の有力な政治家として、陸軍・植民地大臣やインド庁長官などを歴任した。 

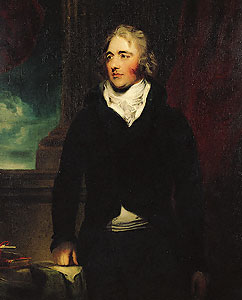
第4代伯ロバート・ホバート
トーリー党の有力政治家。要職を歴任した。

4代伯が嗣子なく没すると、甥のジョージが爵位を襲った。 
5代伯ジョージ(1789–1849)は1824年に勅許を得て、その姓に「ハムデン」を加えている。彼にも子がなかったため、爵位は弟のオーガスタスが継承した。 
6代伯オーガスタス(1793–1885)が92歳で死去すると、孫のシドニーが爵位を継いだ。 
7代伯シドニーは1903年に勅許を得て、「ホバート=ハムデン」姓にさらに「マーサー=ヘンダーソン」を付け加えた。 
8代伯ジョン(1906–1963)が1963年に男子なく死去したのちは、6代伯の四男の子孫にあたるヴィアがその後を襲った。 
しかし、9代伯ヴィア(1901–1983)もまた子がなかったため、6代伯の五男の曾孫であるジョージが爵位を承継した。 
10代伯ジョージ(1944-)が2019年現在も伯爵家当主である。   
かつての一族の邸宅は、バッキンガムシャー州 グレート・ハムデン近郊に位置するハムデン・ハウス(Hampden House)だった。

## 現当主の保有爵位
現当主である第10代バッキンガムシャー伯爵ジョージ・マイルズ・ホバート=ハムデンは、以下の爵位を有する。
- 第10代バッキンガムシャー伯爵(10th Earl of Buckinghamshire)
(1746年9月5日の勅許状によるグレートブリテン貴族爵位)
- 第10代ノーフォーク州ブリックリングのホバート男爵(10th Baron Hobart, of Blickling in the County of Norfolk)
(1728年5月28日の勅許状によるグレートブリテン貴族爵位)
- 第14代(ノーフォーク州イントウッドの)準男爵(14th Baronet, of Intwood in the County of Norfolk)
(1611年5月22日の勅許状によるイングランド準男爵位)

## 一覧

### （イントウッドの）準男爵（1611年）

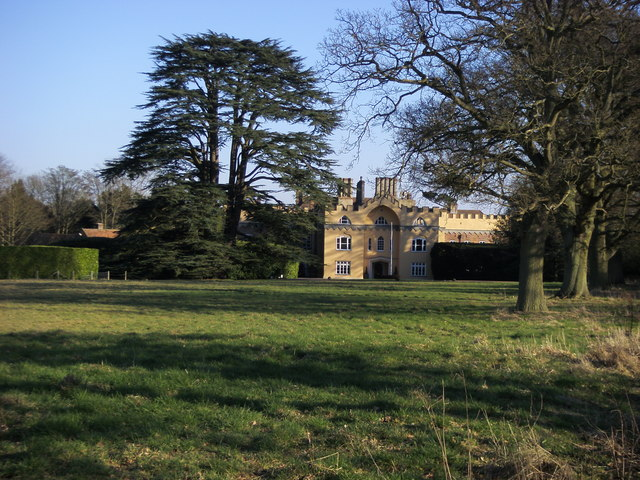
伯爵家の旧邸宅であるハムデン・ハウス

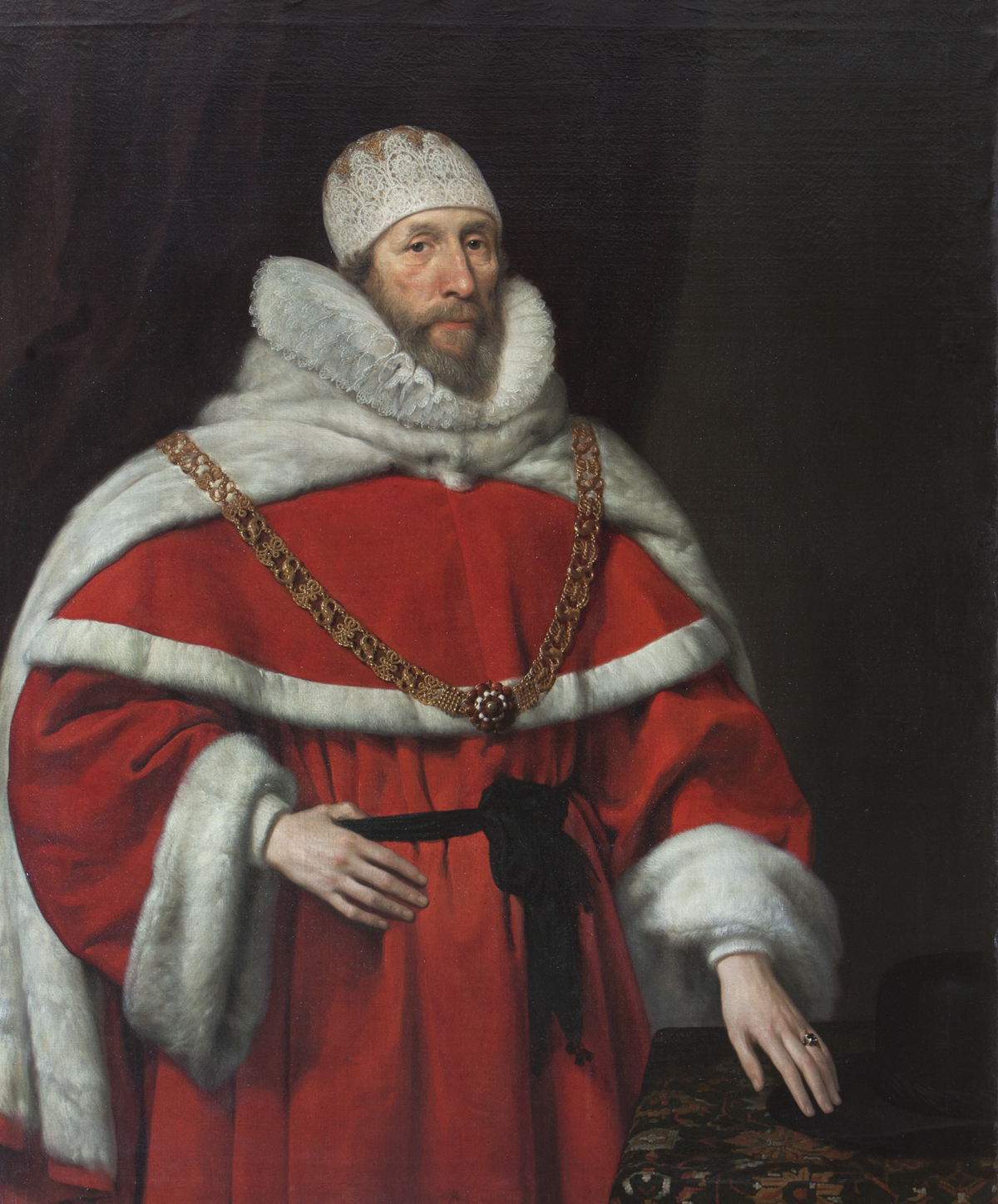
サー・ジョン・ホバート
バッキンガムシャー伯爵家の祖。

- 初代準男爵サー・ヘンリー・ホバート（英語版） （?-1625）
- 第2代準男爵サー・ジョン・ホバート（英語版） （1593〜1647）
- 第3代準男爵サー・ジョン・ホバート （1628–1683）
- 第4代準男爵サー・ヘンリー・ホバート （1657-1698）
- 第5代準男爵サー・ジョン・ホバート  （1695–1756）（1746年にバッキンガムシャー伯爵を叙爵）

### バッキンガムシャー伯爵（1746年）
- 初代バッキンガムシャー伯爵ジョン・ホバート （1695–1756）
- 第2代バッキンガムシャー伯爵ジョン・ホバート （1723–1793） 
  - ホバート卿ジョン・ホバート（1773–1775）
  - ホバート卿ヘンリー・フィリップ・ホバート（1775–1776）
  - ホバート卿ジョージ・ホバート（1777–1778）
- 第3代バッキンガムシャー伯爵ジョージ・ホバート（英語版） （1731-1804）
- 第4代バッキンガムシャー伯爵ロバート・ホバート（1760-1816）
- 第5代バッキンガムシャー伯爵ジョージ・ロバート・ホバート=ハムデン（英語版）（1789–1849）
- 第6代バッキンガムシャー伯爵オーガスタス・エドワード・ホバート＝ハムデン（1793-1885） 
  - ホバート卿ヴィア・ヘンリー・ホバート（英語版） （1818–1875）
  - ホバート卿フレデリック・ジョン・ホバート=ハムデン（1821–1875） 
    - ヘンリー・フレデリック・エドワード・ジョン・ホバート=ハムデン（1857–1871）
- 第7代バッキンガムシャー伯爵シドニー・カー・ホバート=ハムデン＝マーサー＝ヘンダーソン（英語版） （1860–1930）
- 第8代バッキンガムシャー伯爵ジョン・ハムデン・マーサー＝ヘンダーソン（英語版） （1906–1963）
- 第9代バッキンガムシャー伯爵ヴィア・フレデリック・セシル・ホバート=ハムデン （1901-1983）
- 第10代バッキンガムシャー伯爵ジョージ・マイルズ・ホバート＝ハムデン（英語版）（1944-）

爵位の推定相続人は、現当主の四従兄弟たる(第4代ラングダウンの)準男爵サー・ジョン・ヴィア・ホバート(1945-)。 
推定相続人の法定推定相続人は、その息子ジョージ・ハムデン=ホバート（1982- ）。 